# Citoplazma
Citoplazma je celična tekočina iz citosola, v katerega so potopljeni organeli, razen celičnega jedra, ki ga ne štejemo v citoplazmo, saj ga ta le obdaja. Sestavljena je iz različnih snovi, predvsem iz vode in beljakovin. V njej se pri rastlinski celici nahajajo še vakuole (mehurčki s celičnim sokom) in kloroplasti (klorofilna zrna, ki vršijo fotosintezo). V njej potekajo vsi procesi razen razmnoževanja.